# Interchange
Interchange — система для создания интернет-магазинов, разработанная Interchange Development Group. Под управлением одной системы могут одновременно работать несколько интернет-магазинов (каталогов). Interchange представляет собой свободное программное обеспечение и распространяется бесплатно под лицензией GNU GPL.

## Особенности
Система позволяет программировать собственный интернет-магазин с помощью т. н. тегов — специальных команд, выполняющих те или иные действия или включать куски кода на языке программирования Perl.
В инсталляционный пакет входит демоверсия интернет-магазина с Backend'ом.
Пример Interchange-кода с включениями на языке Perl
```
[
if
-
item
-
field
 
aaa
 
=~
 /vid/
]

  
[
tmp
 
vidano
]

  
[
calc
]

    
$ano
=
'[item-code]'
;
$anoout
=
substr
(
$ano
,
0
,
5
)
.
'/'
.
substr
(
$ano
,
5
,
1
)
.
'0V'
;
return
 
$anoout
;

  
[
/
calc
]

  
[
/
tmp
]

[
/
if
-
item
-
field
]

```

## История
В 2001 году компания Akopia — разработчик Interchange, была приобретена Red Hat. Red Hat прекратила поддержку проекта в 2002 году. В этом же году разработчики объединились в Interchange Development Group, независимую группу для координации разработки Interchange.